# Hestiv'Òc
L'Hestiv'Òc és un festival interregional de música i cultura que se celebra l'agost a Pau, al departament dels Pirineus Atlàntics. El festival l'organitza l'associació Accents du Sud i és una mostra de la cultura occitana, sobretot en les seves expressions bearneses i pirinenques.
Tot i el seu marcat accent occità, el festival també s'obre a les cultures de l'altra banda dels Pirineus i als territoris transfronterers del País Basc, Navarra, l'Aragó i Catalunya. Cada any reuneix milers d’assistents al voltant de més de 200 artistes de tots aquests territoris. El mocador groc, és una peça de vestir icònica i específica del festival. Al voltant dels espectacles s'hi apleguen també restauradors i productors de la regió que hi venen els seus productes. També hi ha el festival infantil, que ofereix tallers per a descobrir instruments tradicionals, danses o contes del Pirineu.
L'entrada al festival és gratuïta.

## Història
El festival es va iniciar el 2005. La primera edició va arrencar en presència d'André Labarrère, llavors alcalde de Pau, des del balcó de l’Ajuntament a la Plaça Royale.

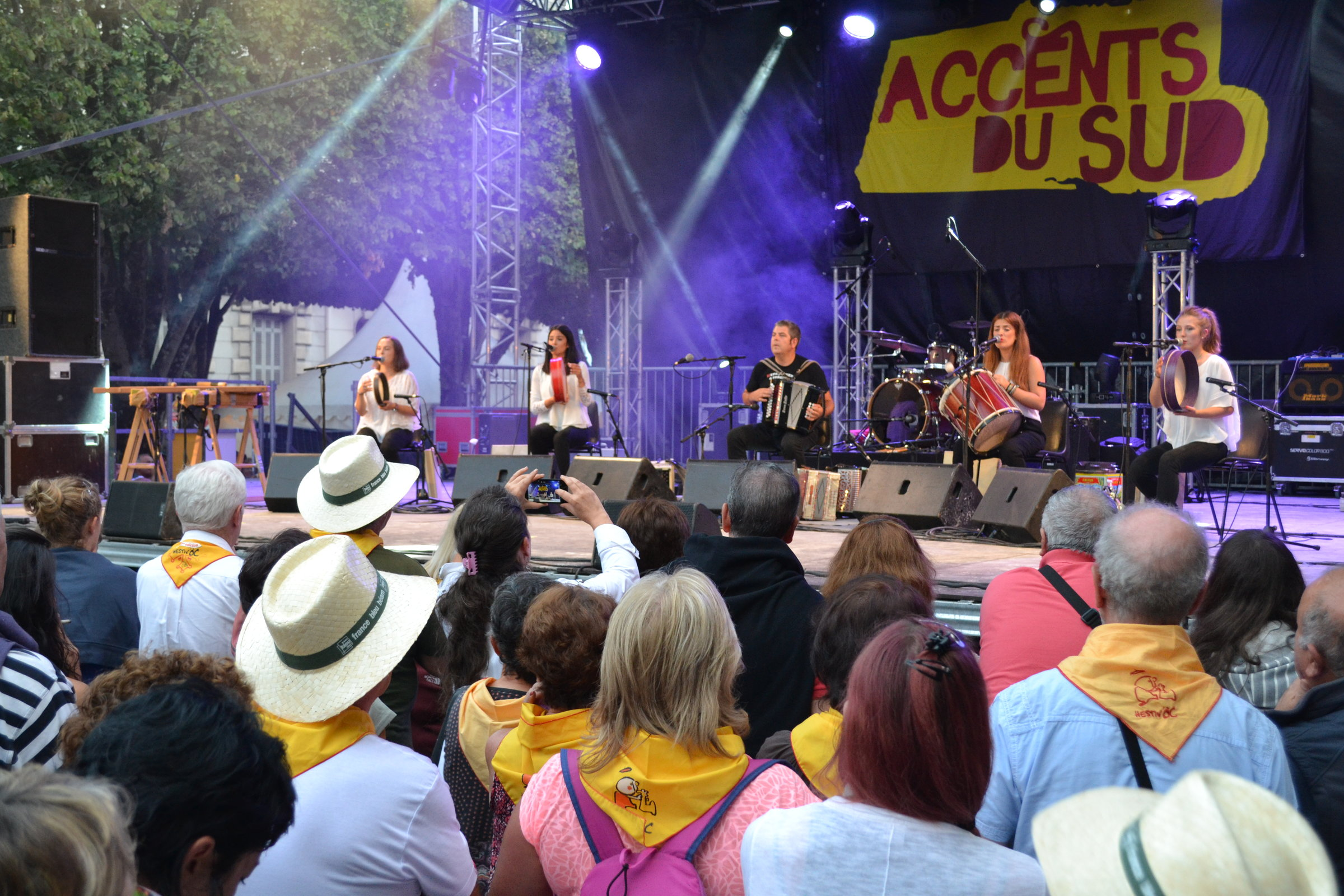
Kepa Junkera a l'edició del 2016.

El 2014, en el desè aniversari del festival, hi va haver moltes novetats, com ara la posada en marxa a Salias del Clap de Lenga, dedicat a la producció cinematogràfica i audiovisual en occità.
El 2017, el festival va abandonar la Plaça Royale per a traslladar-se a l'estadi Tissié, al peu del bulevard dels Pirineus. Aquell any va tenir lloc també la primera edició de l'Hestiv'Òc de Nèu al mes de febrer a Goreta, i el maig va promocionar la celebració d'Accents du Sud à Paris a La Belleviloise durant 3 dies.
El 2018 i el 2019 es van desenvolupar les activitats anomenades La Foire de Pau fait sont Hestiv'Òc al Parc de les Exposicions de Pau i l'Hestiv'Òc des Gaves a Auloron e Senta Maria.
La 16a edició del festival, prevista pels dies 21-23 d’agost de 2020, es va cancel·lar per la crisi sanitària del COVID-19. Els organitzadors el van substituir per transmissions en directe a Internet i a algunes emissores de ràdio locals, anomenat Hestiv'Òc fait son Show !

## L'obertura del festival
L'HestivÒc dona el tret de sortida amb una cantèra multitudinària. La cantèra és una expressió cultural gascona especialment integrada en el patrimoni bearnès i pirinenc. Aquesta pràctica s'inclou a l’Inventari del patrimoni cultural immaterial de França des del 2009.

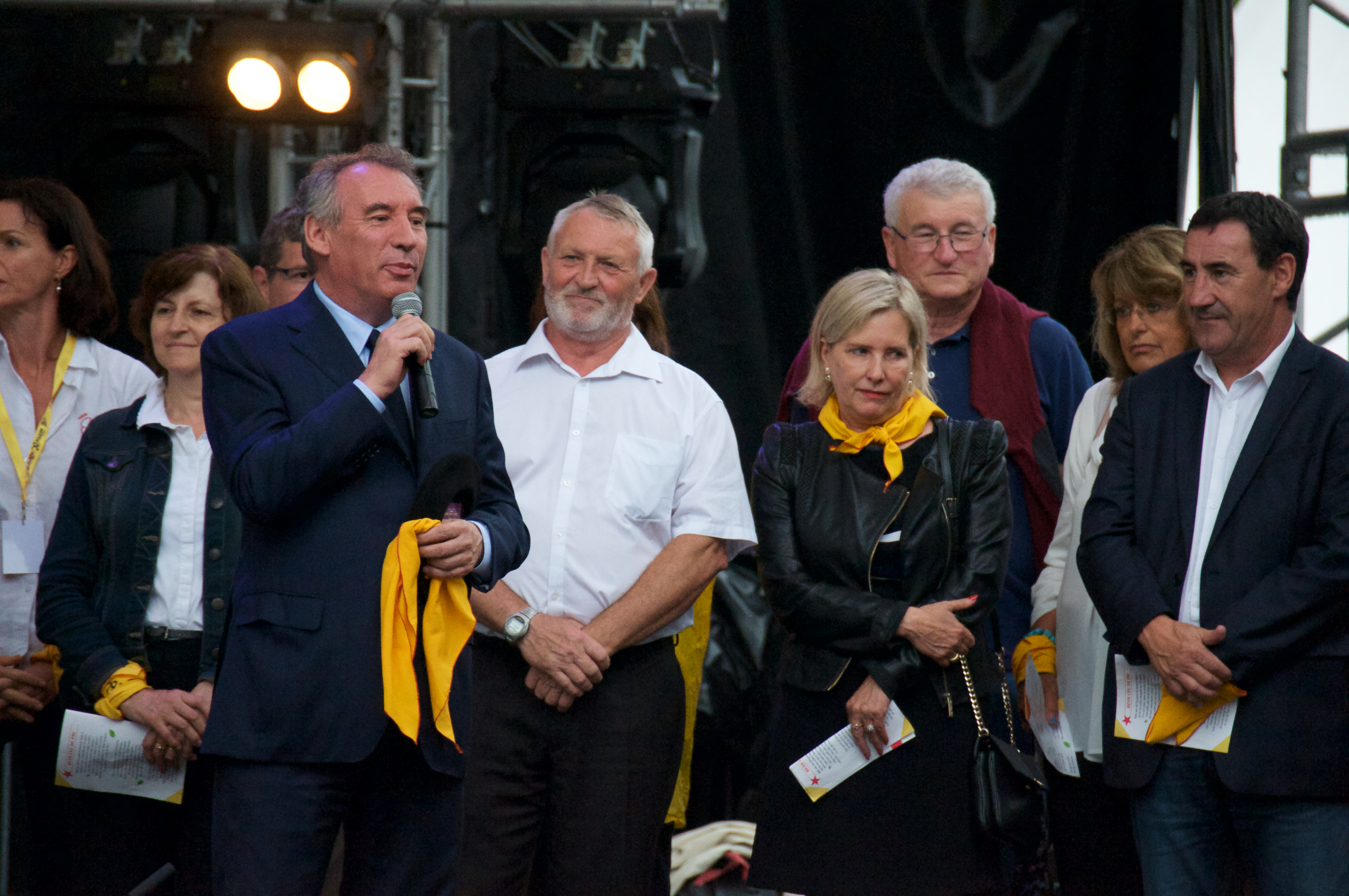
François Bayrou, alcalde de Pau, a la Cantèra d'Obertura del 2017.

En cada edició de l'Hestiv'Òc la cantèra d’obertura és un moment clau que atrau diversos milers d’assistents. Aquest acte consta de quatre cançons, el discurs (en occità) i la presentació dels padrins del festival.
Les cançons que s'interpreten a la cantèra d'obertura són les següentsː
- Bèth Cèu de Pau (Bell cel de Pau), cançó de Charles Darrichon creada la dècada de 1880.[12]

- De cap tà l'immortèla (Cap a la flor de neu), cançó del grup Nadau. És una oda a la llibertat, a l'estima pel propi país. Immortela és el nom occità de la flor de neu.[13]

- Aqueras Montanhas, himne occità. Anomenada també Se canti o Se canta, aquesta cançó tracta sobre dos amants, separats a banda i banda del Pirineu. Però un dia, els Pirineus baixaran. Es creu que el seu autor és Gastó Febús (1331 - 1391), comte de Foix i vescomte de Bearn.

- La Sobirana, un himne a la llengua occitana escrit per Pierre Salles i musicat pel grup Los Pagalhós.

Per tancar la cerimònia d'obertura, es llança al públic des de l'escenari un beret (boina tradicional bearnesa) brodada amb el logotip del festival.

## Assistència
Cada any hi assisteixen al voltant de 35 000 persones.
A la Cantèra d'Obertura, hi assisteixen més de 6 000 persones que, davant la Grande Scène (escenari principal), entonen els 4 cants tradicionals.